# パレスチナ赤新月社
パレスチナ赤新月社（パレスチナせきしんげつしゃ、アラビア語: جمعية الهلال الأحمر الفلسطيني）とは、パレスチナ国の人道支援組織の一つ。国際赤十字赤新月社連盟の一員として事業を行っている。

## 概要
パレスチナ国が建国される以前の1968年にパレスチナ領域で設立された。設立者はファティ・アラファト。
パレスチナ国の建国後2006年に正式に国際赤十字・赤新月運動の会員として認められた。
主な業務内容として諸外国と同様の傷病者救助や病院運営などがあるが、他にも通常他局では消防当局が実施をする救急業務も実施しており、パレスチナ国内の救急車業務はパレスチナ赤新月社によって提供されている。

## 関連事項
- 赤十字社
- 国際赤十字赤新月社連盟
- 赤十字国際委員会
- 国際赤十字赤新月組織一覧